# 开膛街
《开膛街》（英語：Ripper Street）是一部英国广播公司迷你剧，设定于開膛手傑克谋杀案发生半年后倫敦東區的白教堂。节目的主演为馬修·麥費狄恩、傑羅姆·弗林和Adam Rothenberg。节目首播于2012年12月30日。
本节目为英国广播公司和英國廣播公司美國台联合制作，编剧为Richard Warlow、Julie Rutterford、Declan Croghan和Toby Finlay，导演是Andy Wilson（共4集）、Colm McCarthy （2集）和Tom Shankland（2集）。节目涉及维多利亚时代晚期社会的落魄一面，包括裸拳拳击、早期色情和卖淫。
节目完全在都柏林实地拍摄。